# 安德魯·加巴里諾
安德鲁·里德·加巴里诺（英語：：/ˌɡɑːrbərˈiːnoʊ/ GAR-bə-REE-noh；1984年9月27日—），是美國律師和共和黨政治人物，自2021年擔任紐約州第二國會選區眾議院議員，2013年至2020年擔任紐約州議會第七選區議員。

## 外部連結
- Representative Andrew Garbarino （页面存档备份，存于） official U.S. House website
- The New York Assembly: Andrew R. Garbarino （页面存档备份，存于）
- Campaign website （页面存档备份，存于）
- 美國國會國家人物傳記大辭典中的傳記
- 由華盛頓郵報維護的投票記錄
- 智慧投票计划中的傳記、投票紀錄及利益集團評級
- 聯邦選舉委員會中的競選財務報告和數據
- C-SPAN內的頁面（英文）